# Michał Ogiński
Conte Michał Kazimierz Ogiński (Luc'k, 1730 – Slonim, 31 maggio 1800) è stato un politico, generale e compositore polacco.

## Biografia
A soli diciotto anni divenne Primo Scrittore di Lituania, (Bielorussia di oggi) corrispondente al titolo di Master of Arts in Inghilterra, e assunse notevoli posizioni nell'amministrazione dello stato.
Nel 1764, quando il trono di Polonia restò vuoto, il conte propose un candidato della zarina Caterina II, Stanislao II Augusto Poniatowski, e alla salita al trono di questi venne nominato Palatino di Lituania.
Successivamente fece parte della Confederazione di Bar anti-russa e sconfisse a Stołowicze (1771) le forze russe del generale Aleksandr Vasil'evič Suvorov, ma alla vittoria di questi fu costretto all'esilio.
Tornato in Polonia nel 1768, fu membro del Grande Sejm (1788-1792) e divenne presidente del Partito Patriottico e poi Grand Hetman di Lituania; come ufficiale di Stato Maggiore dell'esercito polacco, partecipò alla Guerra russo-polacca del 1792, e alla vittoria russa si ritirò nel suo castello in Lituania; arrestato, fu imprigionato nel Castello di Trakai presso Vilnius.
Oltre alla sua brillante carriera militare, il conte fu anche ingegnere (salvando dall'avanzata russa lo stabilimento di Pinsk-Volinia, fondando il canale Ogiński, unendo le acque dei fiumi Nemunas e Dnepr). Fondò anche numerose fattorie e sollevò dalla servitù della gleba numerosi contadini; inoltre fu anche un notevole musicista e mecenate di artisti; la sua corte di Vilnius fu celebre per il suo coro composto da musicisti polacchi e italiani, Fu un rinomato compositore di sinfonie per archi.